# Davis City
Davis City est une ville du comté de Decatur, en Iowa, aux États-Unis. Elle est incorporée le 19 mai 1877. 

## Source de la traduction
- (en) Cet article est partiellement ou en totalité issu de l’article de Wikipédia en anglais intitulé « Davis City, Iowa » (voir la liste des auteurs).